# 델 베뉴 프로
델 베뉴 프로(영어: Dell Venue Pro)는 델에서 제작한 윈도우 폰 7.0 기반의 스마트폰이다. 출시당시 윈도 폰 7.0.7392.0 버전을 탑재하였으며, 윈도우 폰 기반의 스마트폰으로서는 최초로 쿼티 자판을 탑재하였다.

## 출시국가

### 표준모델
- 미국

그 외 다수 국가

## 색상
- 프리미엄 블랙